# Studentkonsult
En studentkonsult är en typ av konsult som själv studerar på högskola eller universitet samtidigt som den hjälper företag. 
Det finns flera företag som arbetar med att hyra ut studentkonsulter i Sverige. Några är knutna till ett universitet eller en högskola, andra agerar i hela landet så som Workvi, Studentconsulting, Academic Work och Gigstr. Begreppet studentkonsulter är väldigt brett och det är stor skillnad mellan olika leverantörer. StudentConsulting och Academic Work fokuserar på administrativa extrajobb riktade mot personer som fortfarande studerar, de har funnits länge och använder den så kallade annonsmodellen, vilket betyder att de förlitar sig på sitt stora annonsnätverk för att hitta rätt kandidater.